# Chasong
Chasŏng är en landskommun i provinsen Chagang, Nordkorea. Staden är belägen precis vid gränsen mellan Nordkorea och Kina. Befolkningen räknades år 2008 till ungefär 51 000 människor.